# Pippa Scott
Pour les articles homonymes, voir Scott.
Pippa Scott  (née le 10 novembre 1934 à Los Angeles et morte le 22 mai 2025 à Santa Monica) est une actrice américaine. 

## Filmographie  partielle

### Cinéma
- 1956 : La Prisonnière du désert de John Ford : Lucy Edwards
- 1958 : As Young as We Are (en) de Bernard Girard : Kim Hutchins
- 1958 : Ma tante de Morton DaCosta : Pegeen Ryan
- 1963 : Mes six amours et mon chien (My Six Loves) de Gower Champion : Dianne Soper
- 1964 : The Confession (The Confession) de William Dieterle : Gina
- 1968 : Accroche toi Peter de James F. Collier
- 1968 : Petulia de Richard Lester : May
- 1969 : Some Kind of a Nut de Garson Kanin : Dr Sara
- 1971 : Cold Turkey de Norman Lear : Natalie Brooks
- 1982 : The Sound of Murder de Michael Lindsay-Hogg :  Ilene Forbes
- 2009 : Footprints de Steven Peros : Genevieve
- 2013 : Automotive de Tom Glynn  : Helen

### Télévision
- 1959 -1960 : Bonne chance M. Lucky (Série télévisée) :  They Shall Not Pass (épisode 2), That Stands for Pool (épisode 5), The Gordon Caper (épisode 7),  Aces Back to Back (épisode 11), Maggie the Witness  (épisode 12), The Last Laugh  (épisode 17), The Tax Man  (épisode 19), Hair of the Dog (épisode 25) : Maggie
- 1960 : La Quatrième Dimension (série télévisée), saison 2 épisode 9 (Retour vers le passé) : Laura Templeton
- 1962 : Le Virginien (série télévisée) : (saison 1) : Molly
- 1968 : Les Bannis (série télévisée), épisode 22 : Augusta Barnes
- 1967 : Les Espions (série télévisée) : Apollo (saison 3 épisode 10) : Bobbie
- 1967 : T.H.E. Cat (série télévisée): If Once You Fail (saison 1 épisode 19) : Dr Kathryn DeVrees / Louise Hadley
- 1972 : Mission impossible (série télévisée) : Leona (saison 7 épisode 4) : Edith Thatcher
- 1973 : La Famille des collines (série télévisée) : The Actress (saison 1 épisode 15) : Alvira Drummond
- 1973 : Columbo (série télévisée) : Requiem pour une star : Jean Davis
- 1974 : L'Homme de fer (série télévisée) : Amy Prentiss (saison 7 épisodes 24 et 25) : Crystal
- 1984 : Les Enquêtes de Remington Steele (série télévisée) : Un faux dur (Molten Steele) (saison 2 épisodes 17) : Emily Dumont